# Zamek w Tykocinie

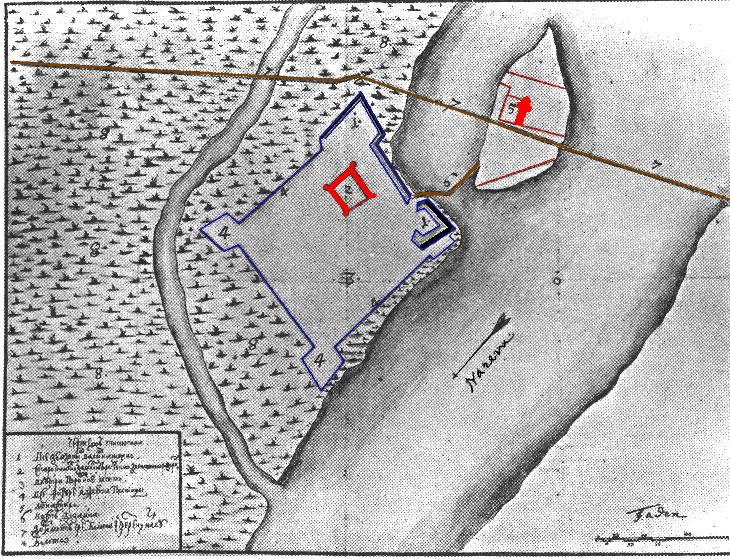
Plan twierdzy z 1705 roku

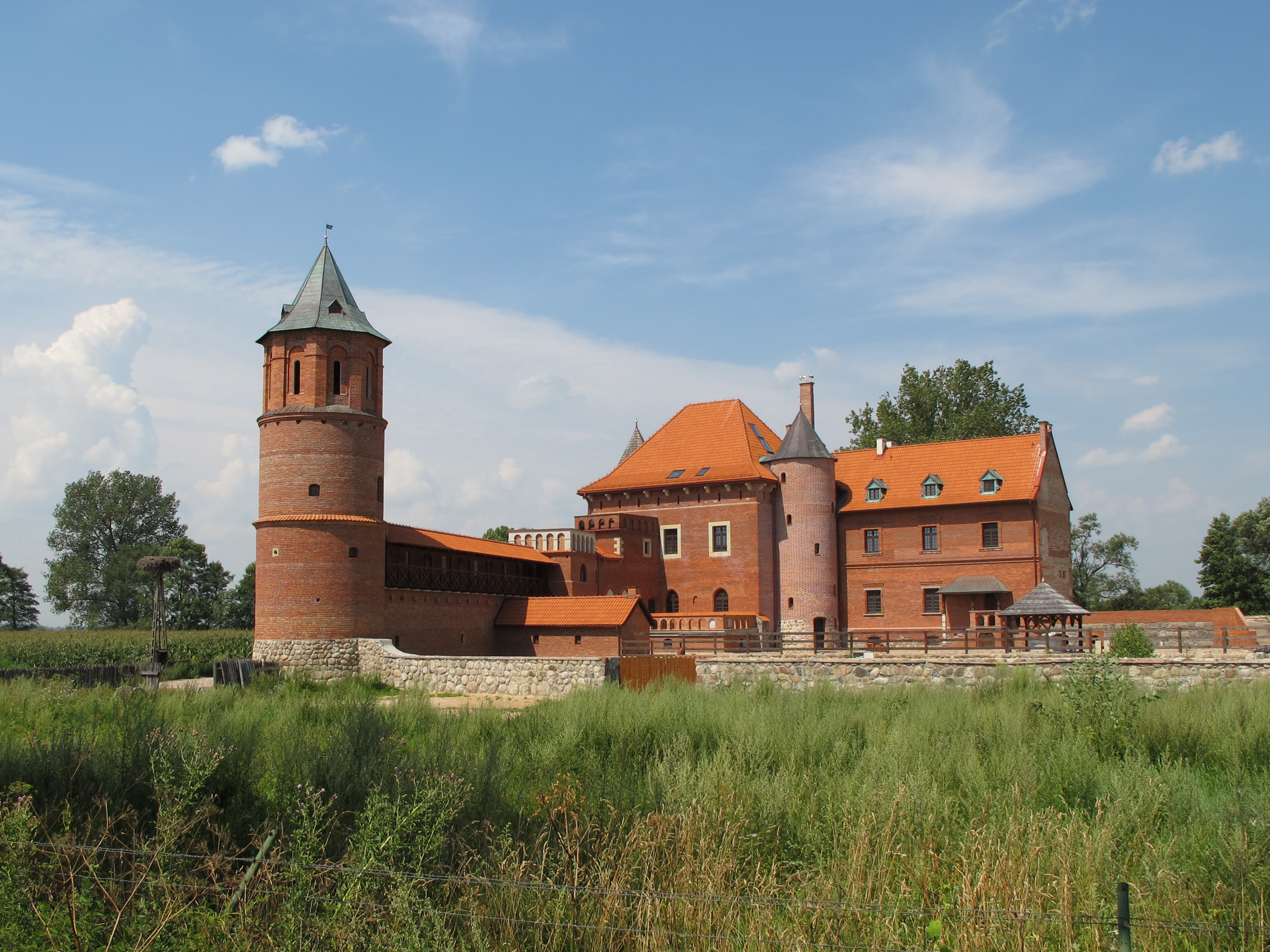
Zrekonstruowany fragment zamku w Tykocinie – widok od strony wschodniej

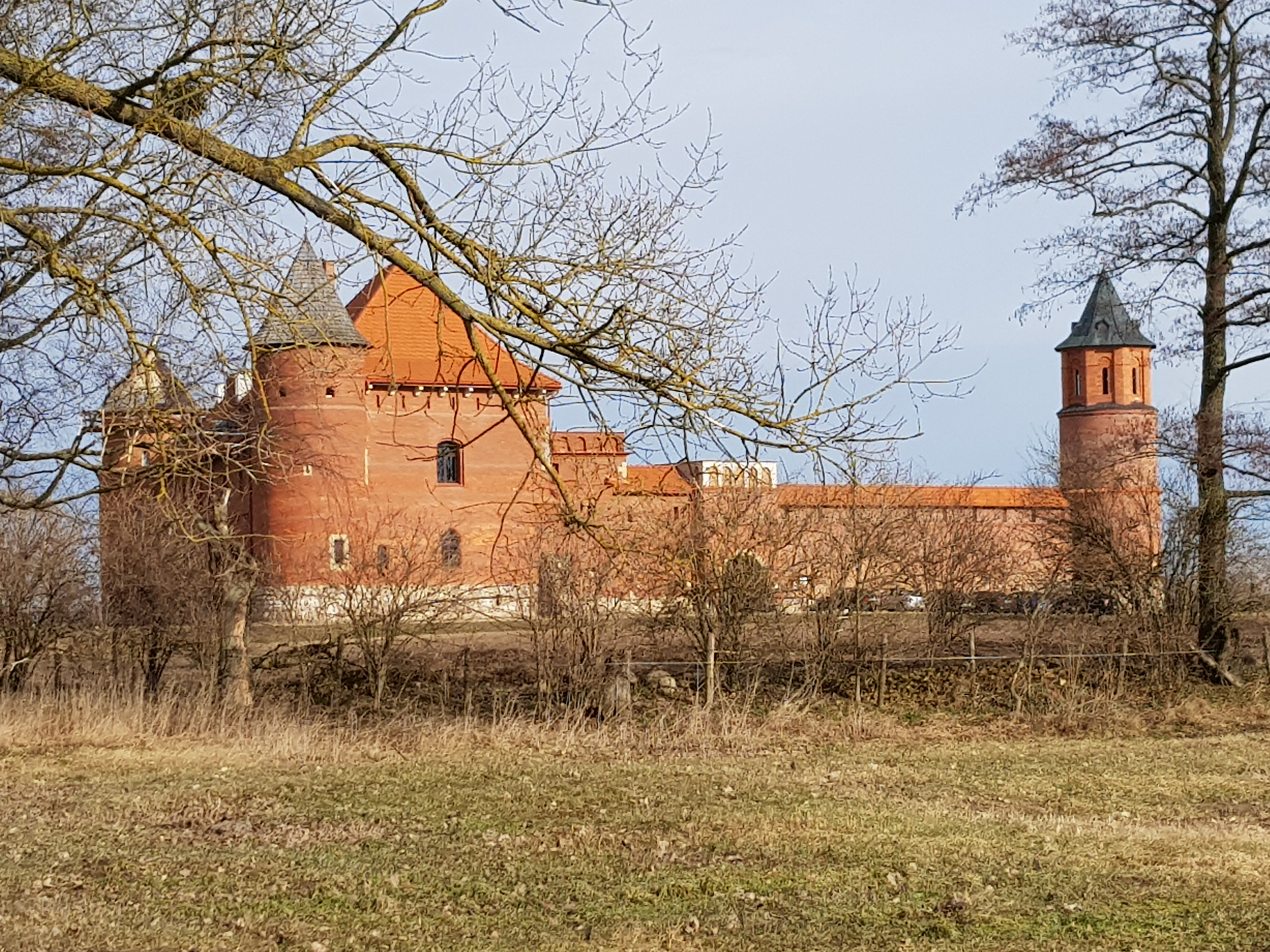
Zamek w Tykocinie w lutym 2019

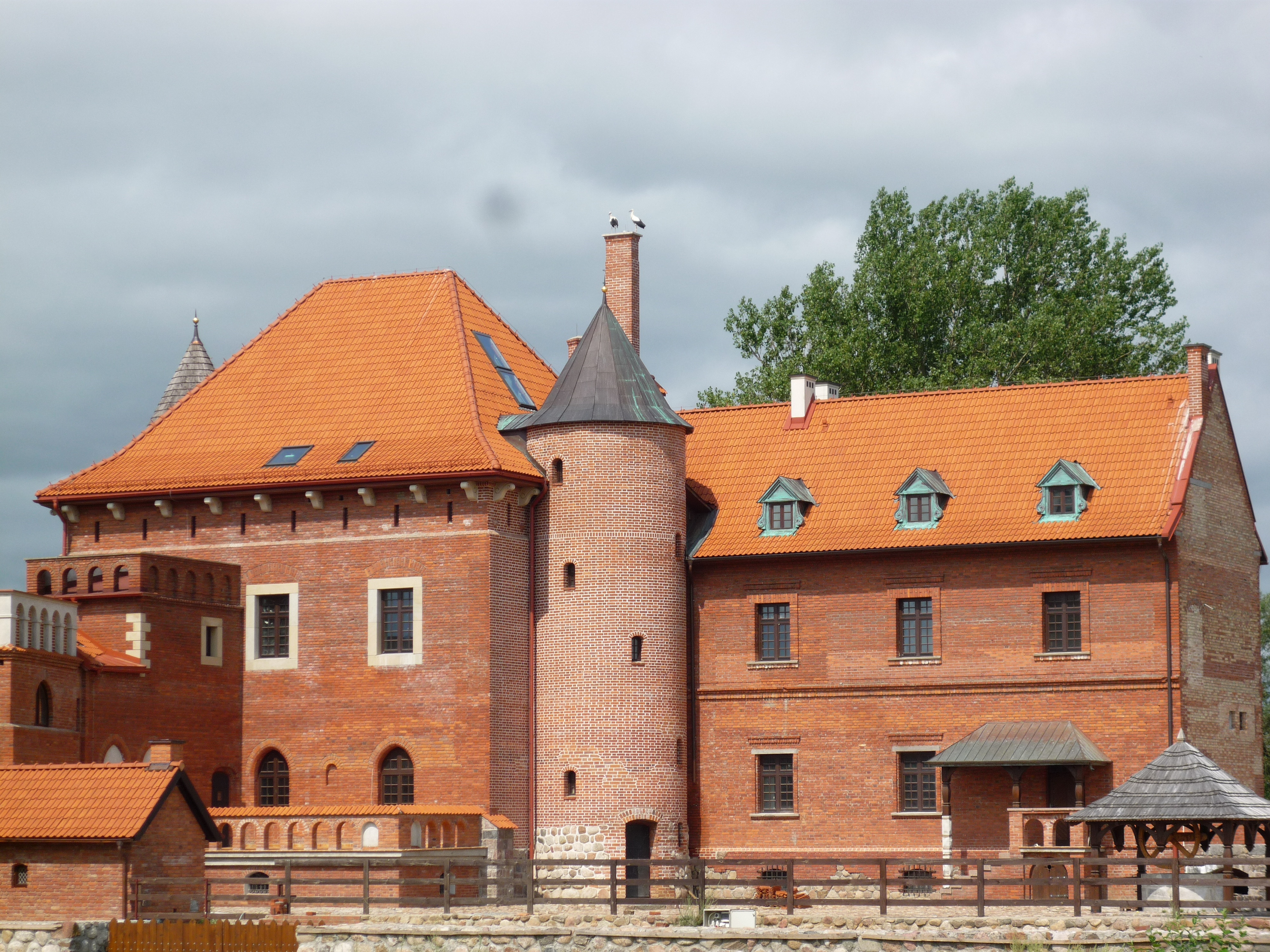
Widok zamku od strony południowej

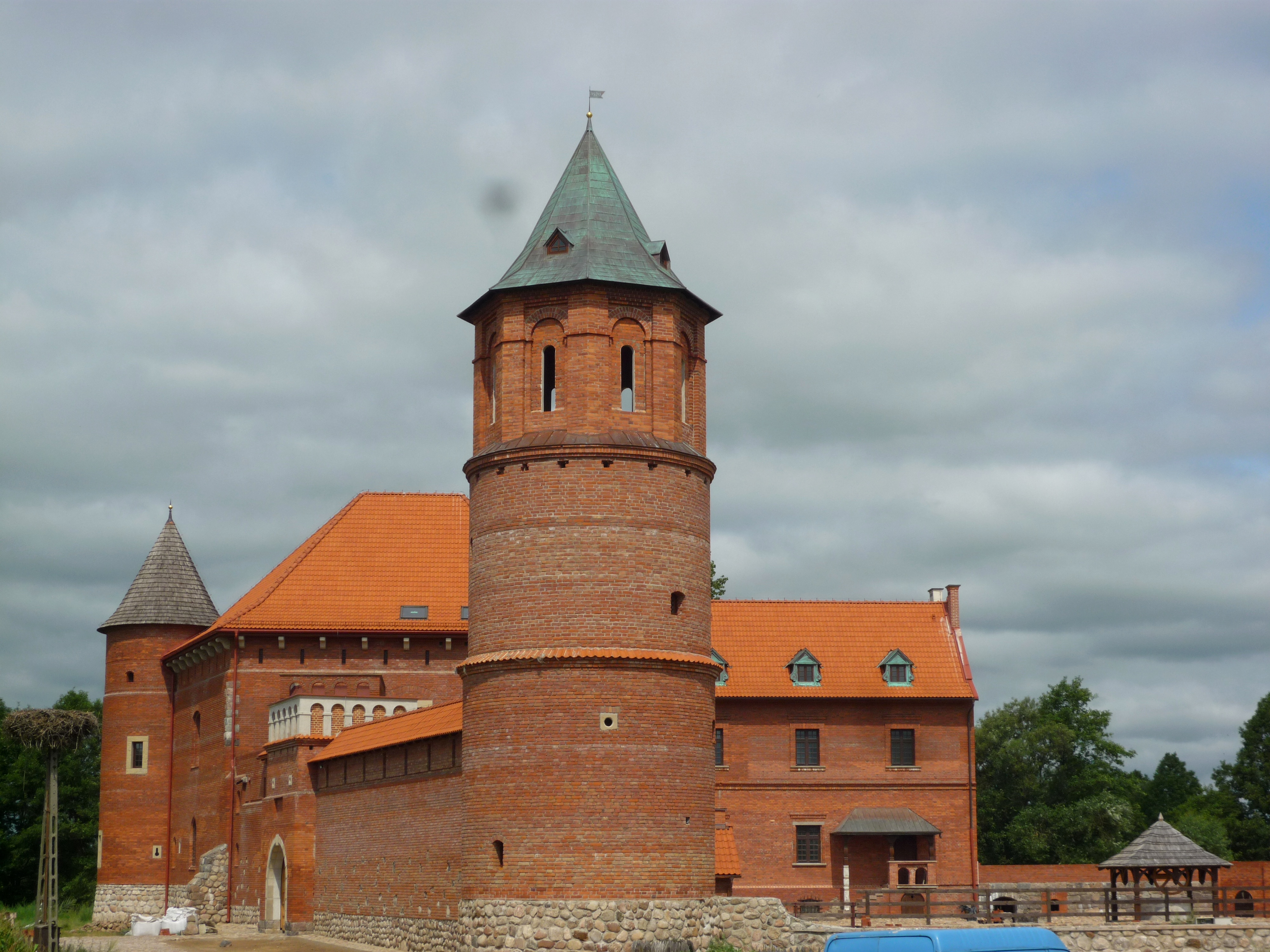
Zamek w Tykocinie, na pierwszym planie zrekonstruowana narożna wieża wschodnia

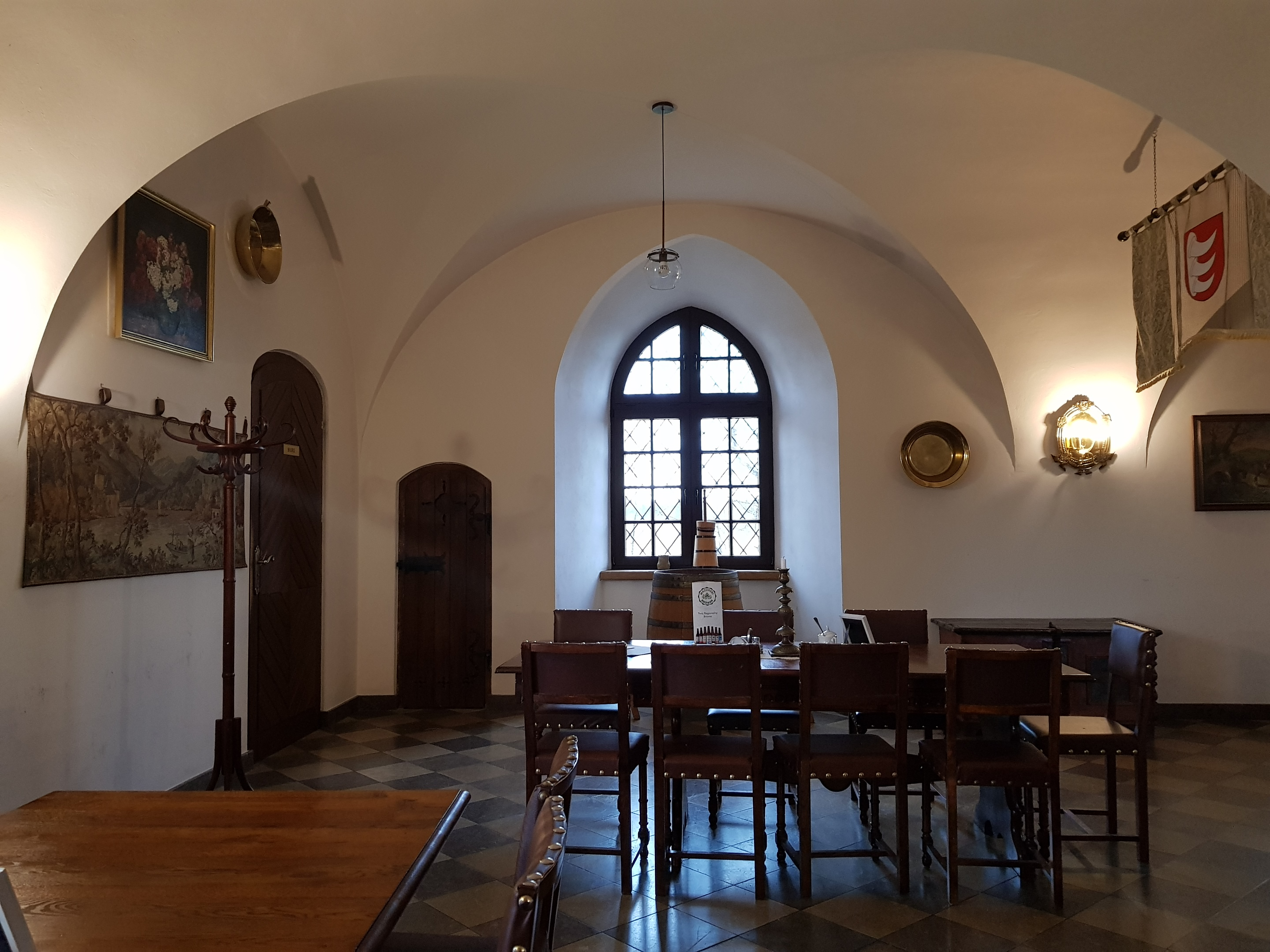
Sala biesiadna restauracji zamkowej

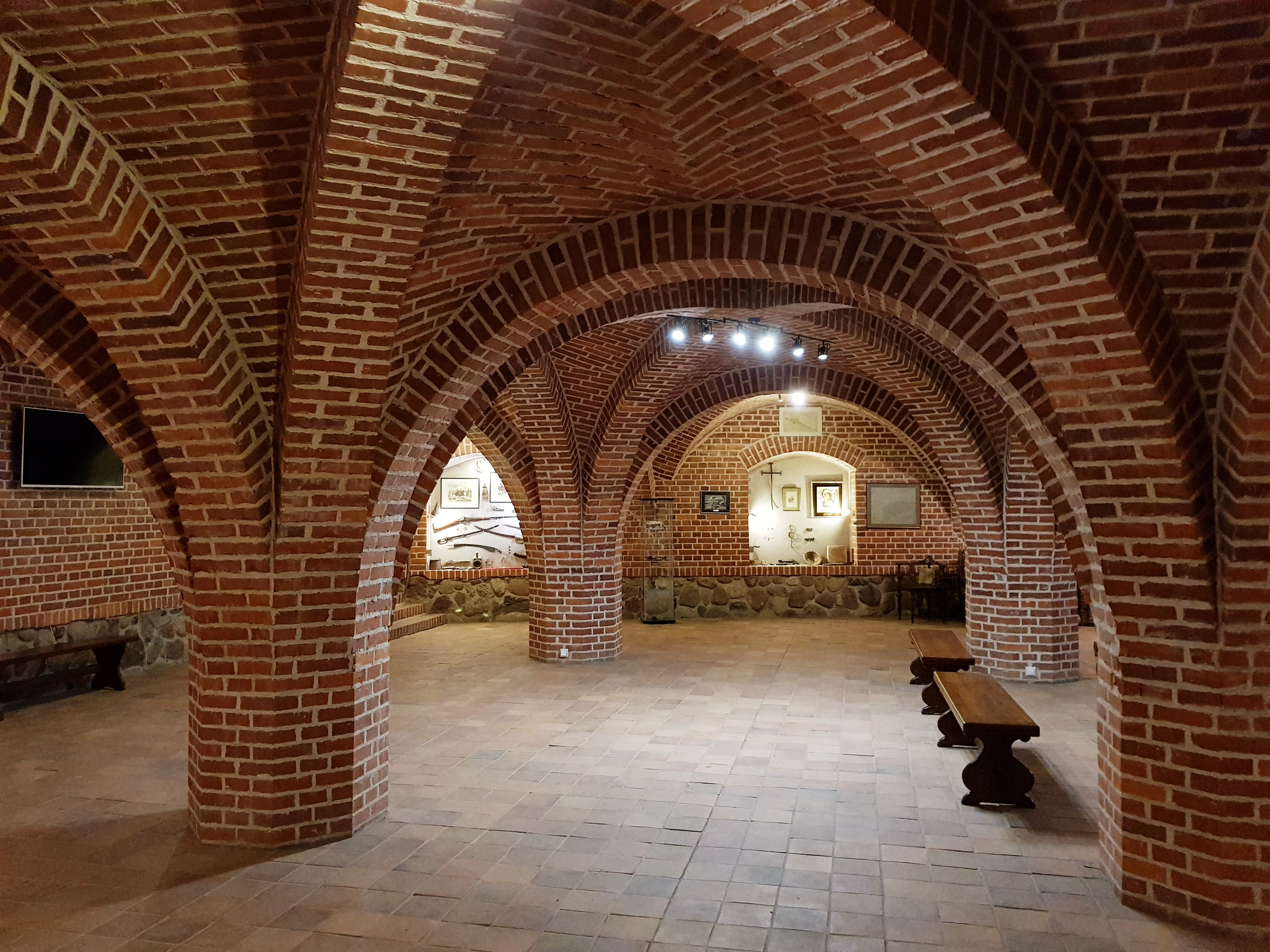
Piwnica z ekspozycją muzealną

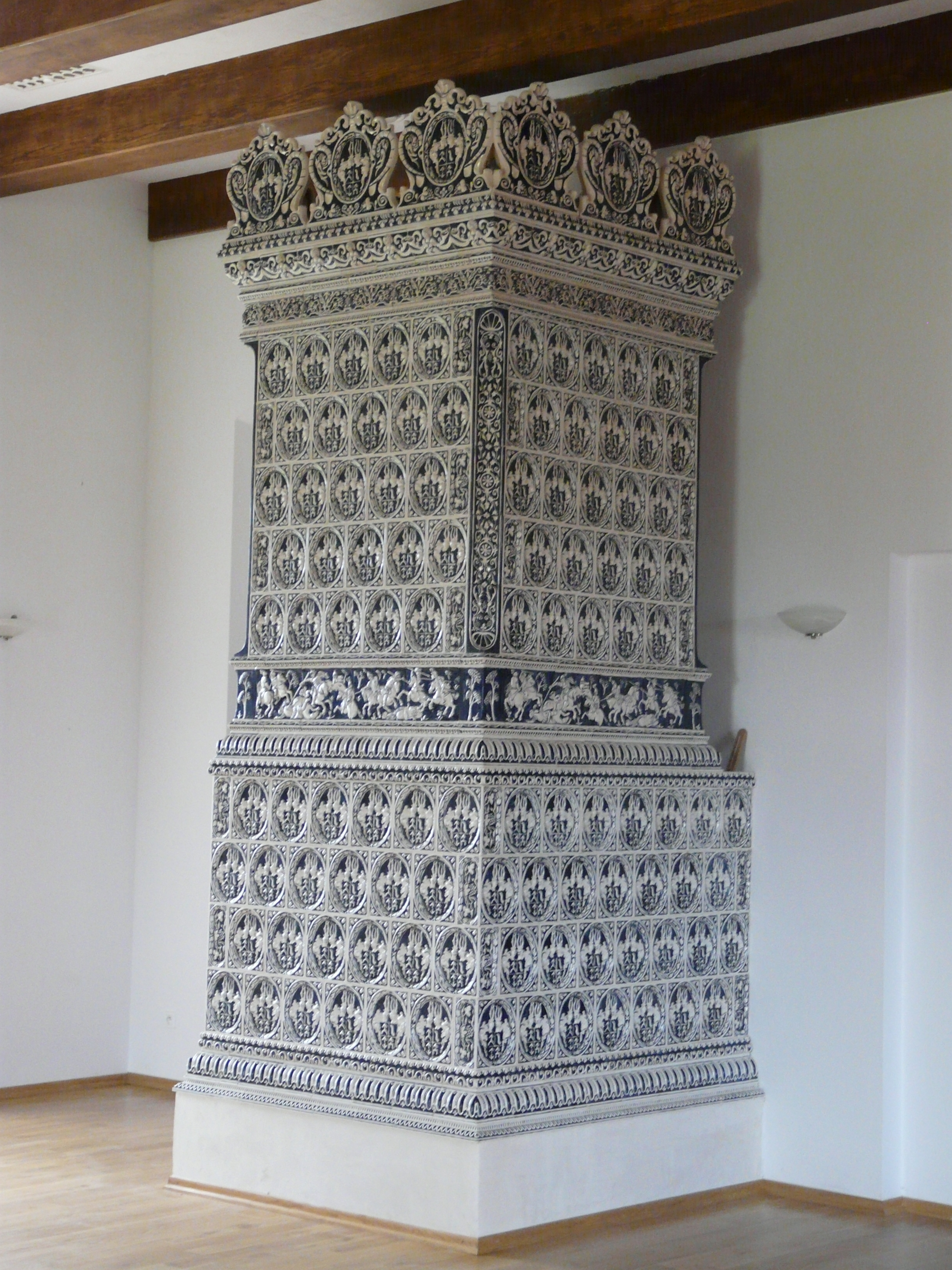
Zrekonstruowany piec kaflowy na zamku

Zamek w Tykocinie – zamek królewski z XV wieku położony na prawym brzegu rzeki Narwi w miejscowości Tykocin w województwie podlaskim.

## Historia zamku

### Warownia Gasztołdów (1433-1542)
Pierwszą warownię w miejscu dzisiejszego zamku zbudował prawdopodobnie Jan Gasztołd, który 13 lutego 1433 roku otrzymał darowiznę w postaci grodu w Tykocinie wraz ze Złotorią oraz okręgiem Łopuchowo. Podczas prac archeologicznych nie stwierdzono by był to zamek murowany. Stwierdzono jedynie istnienie drewnianej palisady zbudowanej na przełomie XV/XVI w. Po Janie właścicielem Tykocina był jego syn Marcin. Warownia ta spłonęła około 1519 roku gdy jej właścicielem był wojewoda trocki Olbracht Gasztołd. Wtedy właśnie zamek został najechany i spalony przez Kuncę, namiestnika należącego do wojewody wileńskiego Mikołaja Radziwiłła zameczku w Waniewie. Według przekazów drewniany prawdopodobnie zamek spłonął całkowicie wraz z majątkiem Olbrachta Gasztołda, który sam ledwo uratował się wraz z rodziną w czasie najazdu. Ród Gasztołdów wymarł w 1542 roku wraz ze śmiercią Stanisława Gasztołda. Na podstawie ówczesnego prawa po wygaśnięciu rodu w linii męskiej, jego dobra przypadały władcy, w związku z czym Tykocin wszedł do majątku prywatnego Zygmunta I Starego, a następnie jego syna Zygmunta II Augusta.

### Zamek renesansowy króla Zygmunta Augusta
Zamek rozbudowany został przez budowniczego królewskiego Hioba Pretfusa w latach 1549–1575 na polecenie króla Zygmunta Augusta. Starostą tykocińskim w latach 1554–1568 był Jan Szymkowicz, który zarządzał budową zamku, a po nim do 1571 roku funkcję starosty pełnił Hiob Bretfus. W 1569 roku ukończono budować cekhauz zamkowy, w związku z czym na zamek przewieziono działa z arsenału w Wilnie. Po śmierci Bretfusa pracami budowlanym kierował Wojciech Zakrzewski (zwany też w źródłach jako Wojtal Murarz), a starostą został Łukasz Górnicki. Za czasów panowania Zygmunta Augusta zamek nie pełnił funkcji rezydencji, lecz raczej miejsca gdzie przechowywano armaty oraz prywatny skarbiec i bibliotekę króla sprowadzoną z Wilna.
1 września 1572 r. zarządcami nad skarbcem królewskim na zamku zostali kasztelan gnieźnieński Jan Tomicki i Piotr Zborowski. Do pomocy przydzielono im Jana Chodkiewicza, starostę żmudzkiego oraz Ławryna Wojnę, podskarbiego Wielkiego Księstwa. Ci dwaj mieli się zająć ufortyfikowaniem zamku tykocińskiego w czasie pobytu Tomickiego i Zborowskiego na Litwie. 10 września 1573 r. z zamku wyruszył kondukt wiozący ciało zmarłego w Knyszynie króla Zygmunta Augusta na Wawel. Król Stefan Batory w wybudowanym przez Łukasza Górnickiego zamkowym budynku umieścił arsenał koronny z 500 armatami. Za panowania Zygmunta III Wazy – w 1601 r. w związku z wojną ze Szwecją w Inflantach, do Tykocina sprowadzono z arsenału krakowskiego (spławiając je Wisłą i Narwią) działa burzące, skąd wraz z działami z tykocińskiego cekhauzu wysłano je dalej.

### Twierdza bastionowa
W latach 1611–1632 zamek został na polecenie króla Zygmunta III Wazy rozbudowany pod kierunkiem starosty tykocińskiego Krzysztofa Wiesiołowskiego herbu Ogończyk. W trakcie prac budowlanych zasypano fosę i zburzono ceglany mur obwodowy z półokrągłymi bastejami zastępując te fortyfikacje nowoczesnymi 4 wielkimi bastionami ziemnymi połączonymi kurtynami. Król Zygmunt III Waza chroniąc się przed zarazą przebywał na zamku wraz z rodziną pomiędzy 14 listopada 1630 roku a 8 lutego 1631 roku. W maju 1633 roku na zamku przebywał król Władysław IV, skąd polecił wysłać do innych zamków jeńców moskiewskich. Ponownie król przebywał w Tykocinie pod koniec grudnia 1636 roku.
W 1655 roku w czasie potopu szwedzkiego zamek obsadziły sprzymierzone ze Szwedami wojska Bogusława Radziwiłła. 31 grudnia 1655, kiedy zamek oblegały wojska konfederacji tyszowieckiej, zmarł tu Janusz Radziwiłł. Po pokonaniu wspierających króla Jana Kazimierza wojsk Sapiehów Bogusław Radziwiłł wjechał do obleganego wcześniej zamku 26 lutego 1656 r. Kolejne oblężenie twierdzy było prowadzone przez szlachtę podlaską, wiską i łomżyńską pod dowództwem pułkownika Samuela Oskierki i trwało ono od kwietnia do lipca 1656 roku, gdy Bogusław Radziwiłł ponownie zniósł oblężenie. Ponownie blokada warowni, w której bronili się Szwedzi i część ich polskich stronników (w tym arianie Aleksander i Mikołaj Lubienieccy) trwała od listopada 1656 i zakończyła się zdobyciem go przez wojska wierne Janowi Kazimierzowi 27 stycznia 1657 roku. Podczas zdobywania zamku pułkownik szwedzki Erskein wysadził część murów zamkowych. Na przełomie lutego i marca twierdzę zajęły wojska brandenbursko-pruskie elektora Fryderyka Wilhelma Hohenzollerna i zwróciły go na przełomie lipca i sierpnia.
Za zasługi poniesione podczas Potopu szwedzkiego 10 listopada 1659 r. król Jan Kazimierz nadał starostwo tykocińskie Stefanowi Czarnieckiemu i jego żonie Zofii. W realne posiadanie objęli oni powierzone im dobra dopiero 4 kwietnia 1660 r. Na własność ziemie te Stefan Czarniecki otrzymał poprzez królewskie nadanie 13 czerwca 1661 r. jako wynagrodzenie zasług. W ten sposób zmianie uległ status obiektu, ponieważ do roku 1661 była to jeszcze królewszczyzna. Czarniecki po zwycięskiej bitwie z armią rosyjską pod Połonką w 1660 r. przysłał do Tykocina zdobyte na wrogu ponad 20 armat oraz wielu jeńców (7501 osób), których tu przetrzymywał. Zdaniem Jana Chryzostoma Paska otrzymał za nich dwa miliony okupu. Po zniszczeniach z czasów zdobycia zamku przez Jana Sapiehę z czterech skrzydeł użytkowano już jedynie dwa.

### Zamek Branickich
Zamek przez małżeństwo córki Stefana Czarnieckiego, Aleksandry Katarzyny, przeszedł w ręce marszałka Jana Klemensa Branickiego. W maju 1662 roku więziony na zamku był zabójca hetmana Wincentego Gosiewskiego porucznik Konstanty Kotowski. W 1662 roku komendantem zamku był Samuel Gorzkowski. Mieszkał też na nim wtedy podstarości tykocki Kazimierz Gorzejewski. W 1676 roku żołnierzami na zamku dowodził burgrabia Wawrzyniec Boryński W okresie pomiędzy 1674 a 1677 r. dobra Branickich ucierpiały z powodu najazdów zbuntowanych wojsk litewskich oraz wołyńskich. W spisie z 1701 r. wymieniono łącznie dziesięć budynków znajdujących się w obrębie wałów. Były to „budynek mieszkalny ekonomiczny”, dwie kordegardy, cekhauz, dwa spichlerze, browar i trzy stajnie. W trakcie III wojny północnej, w 1702 roku zamek zajęły wojska szwedzkie Karola XII. W listopadzie 1705 roku w trakcie wojny domowej ze stronnikami Stanisława Leszczyńskiego miała miejsce narada króla Augusta II Mocnego z carem Piotrem I, na którym ustanowiono na zamku w Tykocinie Order Orła Białego. Wtedy też wojska polskie i rosyjskie zaczęły modernizować i poszerzać fortyfikacje bastionowe. W 1708 roku zamek był ponownie w rękach szwedzkich.
Po śmierci Augusta Mocnego wybuchła wojna o sukcesję polską, w trakcie której w 1734 roku konfederaci mazowieccy, zwolennicy Stanisława Leszczyńskiego, wywołali pożar, który zniszczył zamek. Od tego czasu niezamieszkana budowla zaczęła popadać w ruinę. W 1750 roku na polecenie hetmana Jana Klemensa Branickiego rozpoczęto rozbiórkę zamku, a okoliczni mieszkańcy wykorzystywali materiał do budowy nowych domów. W 1771 roku pozostałości zamku zostały zniszczone przez powódź. Przystąpiono też do rozbiórki kościoła na kępie. Po 1769 roku rozpoczęto budowę Zespołu Klasztornego Misjonarzy Bernardynów, w którym z polecenia Branickiego zostały wykorzystane cegły z rozbiórki zamku. Po 1915 roku, podczas I wojny światowej, pozostałości murów posłużyły niemieckim żołnierzom do budowy drogi do Knyszyna, natomiast ziemię z dwóch bastionów wykorzystano do usypywania grobli.

### Próby rekonstrukcji i budowa
W latach 1961–1963 przeprowadzono pierwsze metodyczne badania i częściowo zrekonstruowano mury przyziemia zamku w Tykocinie usuwając podczas tych prac ziemię z dziedzińca. Badania przeprowadzone w latach 1963-1964 umożliwiły ustalenie pierwotnego układu przestrzennego zamku. Gdy miejsce po dawnym zamku kupił Jacek Nazarko z Białegostoku rozpoczął planowanie budowy obiektu przypominającego swą formą dawną warownię Zygmunta Augusta. W roku 1999 przeprowadzono odwierty geotechniczne, a w latach 2001–2005 przeprowadzono prace wykopaliskowe pod kierunkiem Magdaleny Bis i Wojciecha Bis z Instytutu Archeologii i Etnologii PAN. W 2002 roku wmurowano kamień węgielny pod budowę nowego obiektu na miejscu dawnego zamku, według projektu architekt Agnieszki Dudy z Białegostoku. Na podstawie odnalezionych w archiwum w Petersburgu zachowanych planów warowni, odtworzono domniemaną formę mieszkalną skrzydła zachodniego zamku. W trakcie odbudowy teren znajdował się pod nadzorem archeologów, a odkryte znaleziska są eksponowane w miejscowym muzeum.

## Architektura zamku
Renesansowy zamek został zbudowany dla króla Zygmunta Augusta na planie zbliżonym do trapezu z dziedzińcem i 4 cylindrycznymi wieżami w narożach. Wnętrza zamku były bogato dekorowane. W tym samym czasie mury zamku otaczał położony w odległości 15 metrów dodatkowy ceglany mur z czterema podkowiastymi bastejami otoczony fosą. W 1 poł. XVII wieku w czasach panowania Zygmunta III Wazy rozebrano mur z bastejami i całość zabudowań otoczono dodatkowo czterema ziemnymi bastionami połączonymi długimi ziemnymi kurtynami tworząc w ten sposób nowożytną twierdzę. Otaczająca zamek fortyfikacja obejmowała obszar o powierzchni ponad 6 hektarów. Długość jednego boku fortecy wynosiła ok. 250 m.

## Zamek obecnie
Zamek mieści obecnie Muzeum z wieżą widokową, restaurację oraz pokoje gościnne. Zwiedzanie muzeum odbywa się z przewodnikiem i obejmuje: zamkowe podziemia z ekspozycją muzealną, salę Szklaną z drugim, największym piecem kaflowym w Polsce - "wielkim, modrym" oraz wieżę więzienną - Turmę (obecnie widokową). Restauracja zamkowa serwuje dania kuchni dworskiej, regionalnej, polskiej, żydowskiej, tatarskiej, litewskiej. Pokoje gościnne znajdują się na poddaszu.

## Imprezy cykliczne
Zamek w Tykocinie jest miejscem wielu wydarzeń kulturalnych, rekonstrukcyjnych i kulinarnych. Do największych z nich należą:
- „Szturm zamku” - (początek lutego) – bitwa stanowiąca rekonstrukcję historycznego oblężenia twierdzy w Tykocinie w czasach Potopu szwedzkiego. Wydarzenie cykliczne od 2012[12]
- „Gęsina na św. Marcina” - (listopad) – wydarzenie kulinarne propagujące tradycyjną kuchnię staropolską[13]. Wydarzenie cykliczne od 2012 roku.
- „Smaki Renesansu” - wydarzenie kulinarne podczas którego odtwarzane są stare receptury i interpretowane są we współczesnej odsłonie[14].
- „Podlaskie AutoCafe” - Spotkania pasjonatów motoryzacji i kawy[15].